# هوایاسان
هوایاسان (به لاتین: Hwayasan) یک کوه در کره جنوبی است که در کره جنوبی واقع شده‌است. هوایاسان ۷۵۵ متر بالاتر از سطح دریا واقع شده‌است.